# Joseph De Combe
Joseph De Combe (ur. 19 czerwca 1901 w Antwerpii, zm. 20 grudnia 1965 tamże) – belgijski waterpolista i pływak. Trzykrotny medalista olimpijski.
Brał udział w trzech igrzyskach olimpijskich (IO 24, IO 28, IO 36). W pływaniu był drugi w 1924 na dystansie 200 metrów stylem klasycznym oraz w turnieju piłki wodnej z reprezentacją Belgii. W 1936 w turnieju waterpolo zajął trzecie miejsce.
Zdobył dwa brązowe medale w turnieju piłki wodnej na mistrzostwach Europy w 127 w Bolonii i mistrzostwach Europy w 1934 w Magdeburgu.